# Västanåsen
Västanåsen är en by söder om Högbo och Jädraån i Sandvikens distrikt (Högbo socken) i Sandvikens kommun, Gävleborgs län (Gästrikland). Mellan 1990 och 2005 klassades bebyggelsen i byn som en del av småorten Högbo och Överbyn. Därefter klassades bebyggelsen som liggande utanför småortsavgränsningen men utan att uppfylla kraven för att klassas som småort. Vid avgränsningen 2020 uppfylldes dock kraven och byn klassades som en småort.